# Epinephelus bleekeri
Epinephelus bleekeri es una especie de peces de la familia Serranidae en el orden de los Perciformes.

## Morfología
Los machos pueden llegar alcanzar los 76 cm de longitud total.

## Distribución geográfica
Se encuentra desde el golfo Pérsico hasta Taiwán, Indonesia y el norte de Australia.